# 나카무라정 (후쿠시마현)
나카무라정(中村町)은 후쿠시마현 하마도리 북부에 존재했던 정이다. 현재의 소마시 중심부에 위치해 있다.
마을 지역은 나카무라 성하를 시작으로 마츠가에무라에서 편입된 우타강 하구 우안, 태평양과 마츠가와우라에 접한 지역에 해당하며, 1896년 이전에는 우타군에, 1896년 이후에는 소마군에 속했다. 
전국시대 후기부터 에도시대까지 소마씨의 본거지로 번성했던 옛 성곽 마을로, 현재도 소마시의 중심 지역이다. 다른 '나카무라'와 구별하기 위해 '리쿠오 나카무라', '소마 나카무라', '소마시 나카무라' 등으로 불린다.

## 지리
후쿠시마현 하마도리 북부, 우타가와 유역의 옛 성곽 마을이다. 나카무라 지구를 흐르는 우타가와 강은 마쓰가와우라로 흘러들어가기 위해 하마도리 북부의 명소가 되었으며, 사카카미타무라마로와 소마씨 등의 통치자들이 중요 거점으로 중시해 왔다.

## 역사
- 1889년 4월 1일 - 정촌제 시행에 의해 3촌이 합병해 우타군 나카무라정이 성립하였다.
- 1896년 4월 1일 - 우다군이 나메가타 군과 합병해 소마 군이 성립하였다.
- 1897년 11월 10일 - 조반선 나카무라역 (현재의 소마역)이 개설되었다.
- 1929년 5월 3일 - 마쓰가에촌을 편입하였다.
- 1954년 3월 31일 -  오노 촌, 이토요 촌, 야와타 촌, 야마카미 촌, 다마노 촌, 닛타키 촌, 이소베 촌과 합병해 소마 시가 되어, 동일 나카무라정이 폐지되었다.

## 교통

### 철도
- 일본국유철도 (현:동일본 여객철도) 
  - 조반 선

### 도로
- 국도 6호선
- 나카무라 가도(현:국도 115호선)

## 참고문헌
- 角川日本地名大辞典 7 福島県